# Алексеевка (Чулымский район)
Алексеевка — посёлок в Чулымском районе Новосибирской области. Входит в состав Базовского сельсовета.

## География
Площадь посёлка — 321 гектар.

## Население
| 1926 | 2002 | 2007 | 2010 |
| ---- | ---- | ---- | ---- |
| 3108 | ↘448 | ↗507 | ↘465 |

## Инфраструктура
В посёлке по данным на 2007 год функционируют 1 учреждение здравоохранения и 1 учреждение образования.